# Brandts aalscholver
Brandts aalscholver (Urile penicillatus synoniem: Phalacrocorax penicillatus) is een zeevogel uit de familie Phalacrocoracidae (aalscholvers). Deze vogel is genoemd naar de Duitse zoöloog Johann Friedrich von Brandt die deze vogel in 1837 heeft beschreven.

## Verspreiding en leefgebied
Deze soort komt voor van de zuidkust van Alaska tot Baja California.

## Status
De grootte van de populatie wordt geschat op 230 duizend vogels. Op de Rode lijst van de IUCN heeft deze soort de status niet bedreigd.